# Liste der Biografien/Shaw
Liste der Biografien |
Portal Biografien |
Personensuche
# |
A |
B |
C |
D |
E |
F |
G |
H |
I |
J |
K |
L |
M |
N |
O |
P |
Q |
R |
S |
T |
U |
V |
W |
X |
Y |
Z |
?
 
Sa |
Sb |
Sc |
Sd |
Se |
Sf |
Sg |
Sh |
Si |
Sj |
Sk |
Sl |
Sm |
Sn |
So |
Sp |
Sq |
Sr |
Ss |
St |
Su |
Sv |
Sw |
Sy |
Sz
 
Sha |
Shc |
She |
Shh |
Shi |
Shk |
Shl |
Shm |
Shn |
Sho |
Shp |
Shr |
Sht |
Shu |
Shv |
Shw |
Shy
 
Shaa |
Shab |
Shac |
Shad |
Shae |
Shaf |
Shag |
Shah |
Shai |
Shaj |
Shak |
Shal |
Sham |
Shan |
Shao |
Shap |
Shaq |
Shar |
Shas |
Shat |
Shau |
Shav |
Shaw |
Shax |
Shay |
Shaz
Die Liste der Biografien führt alle Personen auf, die in der deutschsprachigen Wikipedia einen Artikel haben. Dieses ist eine Teilliste mit 203 Einträgen von Personen, deren Namen mit den Buchstaben „Shaw“ beginnt.

## Shaw
- Shaw, Aaron (1811–1887), US-amerikanischer Politiker
- Shaw, Aiden (* 1966), britischer Schauspieler, Autor und Pornodarsteller
- Shaw, Albert (1857–1947), US-amerikanischer Journalist und Autor
- Shaw, Albert D. (1841–1901), US-amerikanischer Politiker
- Shaw, Alexandra (* 1983), deutsche Basketballnationalspielerin
- Shaw, Alfred (1842–1907), englischer Cricketspieler und Kapitän der englischen Nationalmannschaft
- Shaw, Alison, US-amerikanische Schlagwerkerin
- Shaw, Andrew (* 1991), kanadischer Eishockeyspieler
- Shaw, Anna Howard (1847–1919), Frauenrechtlerin und methodistische Geistliche
- Shaw, Annie Cornelia (1852–1887), US-amerikanische Landschafts- und Genremalerin
- Shaw, Arnold (1909–1989), US-amerikanischer Autor, Musikverleger, Hochschullehrer und Songwriter
- Shaw, Arthur (1886–1955), US-amerikanischer Hürdenläufer
- Shaw, Arthur (1924–2015), englischer Fußballspieler
- Shaw, Artie (1910–2004), US-amerikanischer Jazzmusiker und BandleaderArtie Shaw (1910–2004)

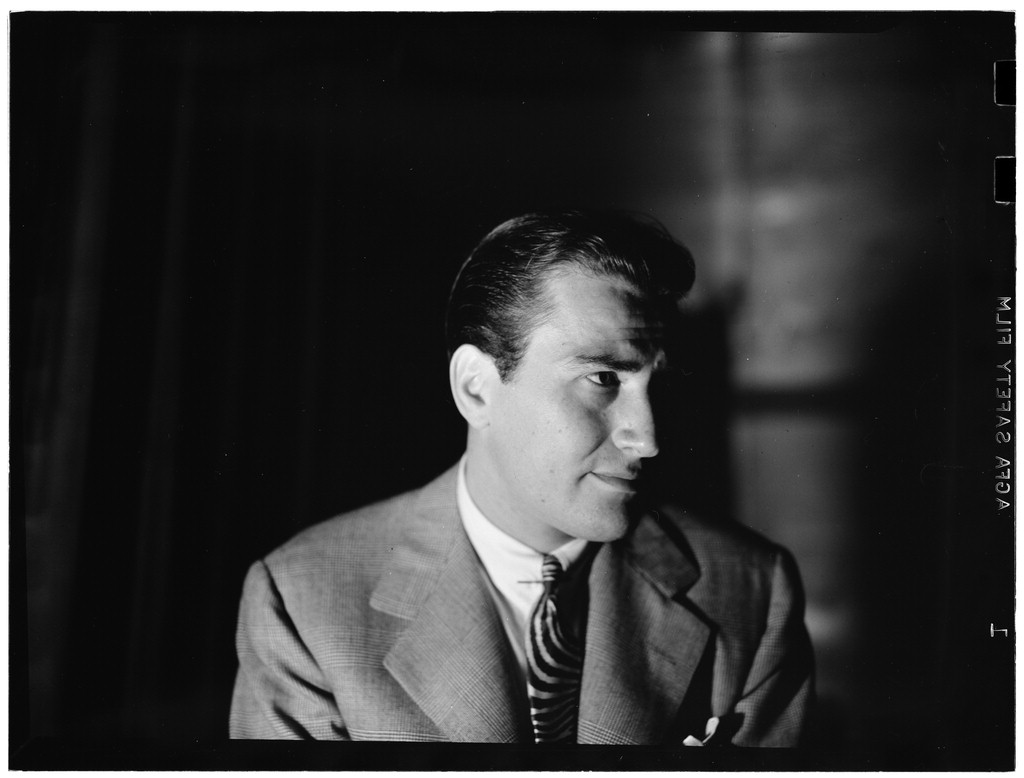
Artie Shaw (1910–2004)

- Shaw, Arvell (1923–2002), US-amerikanischer Kontrabassist des frühen Jazz
- Shaw, Audley (* 1952), jamaikanischer Politiker (JLP)
- Shaw, Battling (1910–1994), mexikanischer Boxer, Weltmeister im Halbweltergewicht
- Shaw, Bernard (1940–2022), US-amerikanischer Journalist und Nachrichtenmoderator
- Shaw, Bernie (* 1956), kanadischer Rocksänger
- Shaw, Billy (1938–2024), US-amerikanischer American-Football-Spieler
- Shaw, Bob (1931–1996), nordirischer Schriftsteller
- Shaw, Bob (* 1932), britischer Hürdenläufer
- Shaw, Brad (* 1964), kanadischer Eishockeyspieler und -trainer
- Shaw, Brewster Hopkinson (* 1945), US-amerikanischer Astronaut
- Shaw, Brian (* 1966), US-amerikanischer Basketballspieler
- Shaw, Brian (* 1982), US-amerikanischer StrongmanBrian Shaw (* 1982)

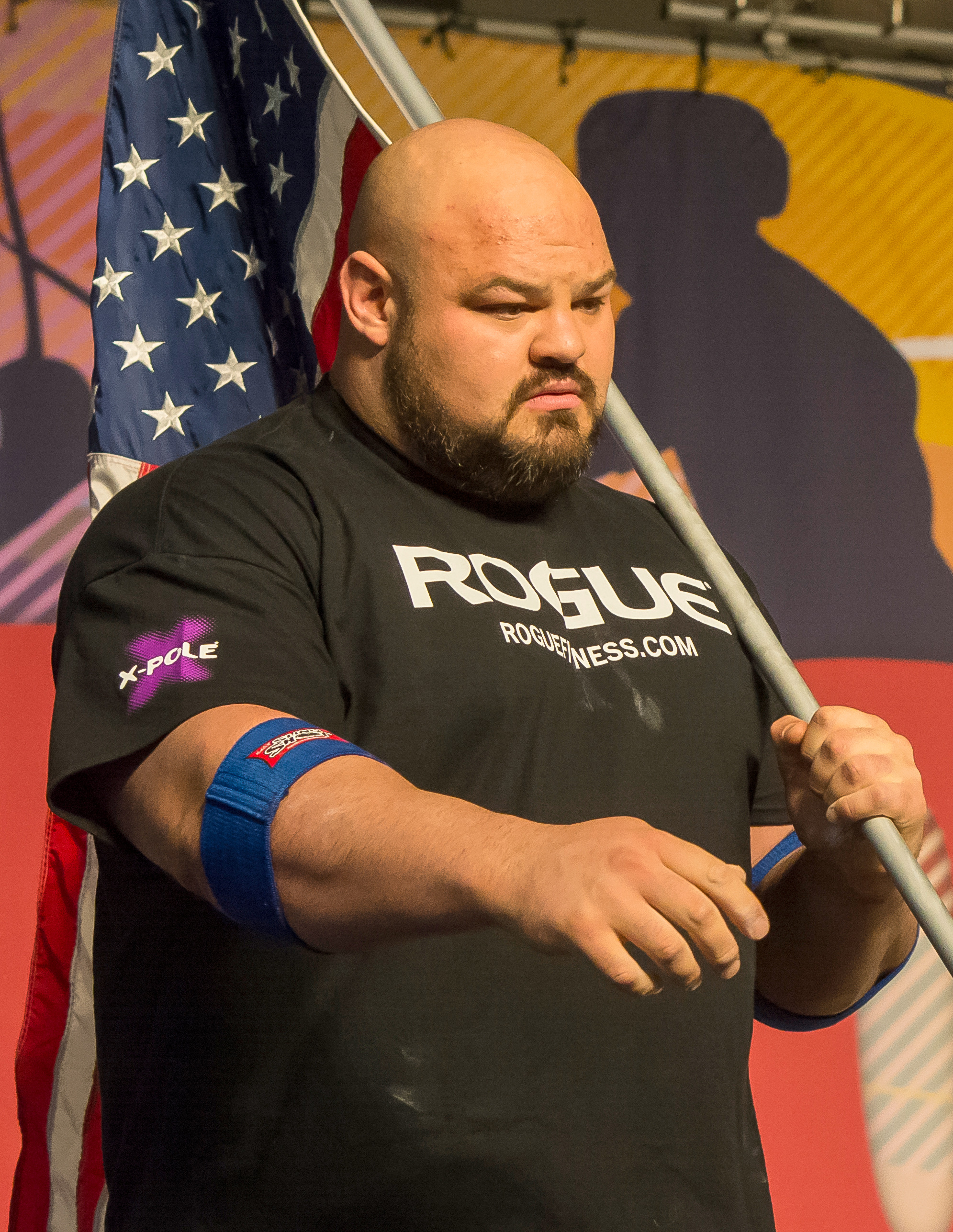
Brian Shaw (* 1982)

- Shaw, Bryony (* 1983), britische Windsurferin
- Shaw, Byam (1872–1919), britischer Maler, Illustrator, Designer und Lehrer
- Shaw, Carol (* 1955), US-amerikanische Spieleprogrammiererin
- Shaw, Caroline (* 1982), US-amerikanische Komponistin, Geigerin und Sängerin
- Shaw, Charles (* 1960), US-amerikanischer Sänger
- Shaw, Charles Bobo (1947–2017), US-amerikanischer Jazzschlagzeuger und Bandleader
- Shaw, Charles, Baron Kilbrandon (1906–1989), britischer Jurist
- Shaw, Clarence (1926–1973), US-amerikanischer Jazztrompeter
- Shaw, Clay (1913–1974), US-amerikanischer Geschäftsmann in New Orleans, LouisianaClay Shaw (1913–1974)

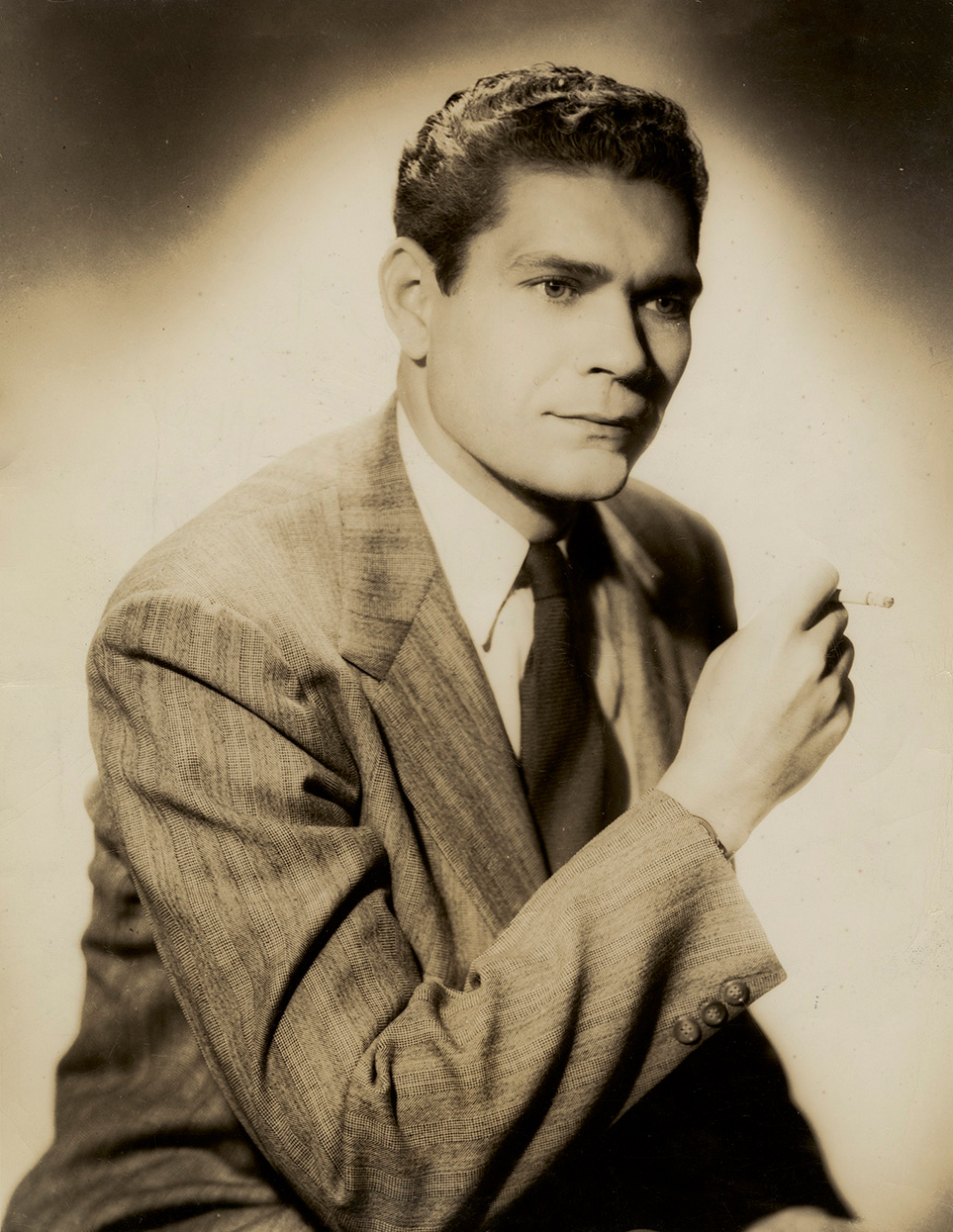
Clay Shaw (1913–1974)

- Shaw, Clifford Robe (1895–1957), US-amerikanischer Soziologe und Kriminologe
- Shaw, Cosima (* 1973), deutsche Schauspielerin
- Shaw, Daoud († 2018), US-amerikanischer Jazz- und Rockmusiker (Schlagzeug)
- Shaw, Darci (* 2002), britische Schauspielerin
- Shaw, Darwin, britischer Schauspieler arabischer Abstammung
- Shaw, David (* 1964), kanadischer Eishockeyspieler
- Shaw, David E. (* 1951), US-amerikanischer Informatiker, Hedgefonds-Manager und Milliardär
- Shaw, Doc (* 1992), US-amerikanischer Schauspieler, Sänger, Rapper und Model
- Shaw, Donald L. (1936–2021), US-amerikanischer Kommunikationswissenschaftler
- Shaw, E. Clay (1939–2013), US-amerikanischer Jurist und Politiker
- Shaw, Eddie (1937–2018), amerikanischer Blues- und Jazz-Saxophonist
- Shaw, Elijah (1900–1982), US-amerikanischer Jazz-Musiker
- Shaw, Elizabeth (1920–1992), irisch-deutsche Autorin und bildende Künstlerin
- Shaw, Ellie (* 2008), antiguanische Schwimmerin
- Shaw, Elston (* 1972), belizischer Leichtathlet
- Shaw, Erin (* 2004), australische Hochspringerin
- Shaw, Eva (* 2005), britische Tennisspielerin
- Shaw, Ferdia (* 2004), irischer Filmschauspieler
- Shaw, Fiona (* 1958), irische SchauspielerinFiona Shaw (* 1958)

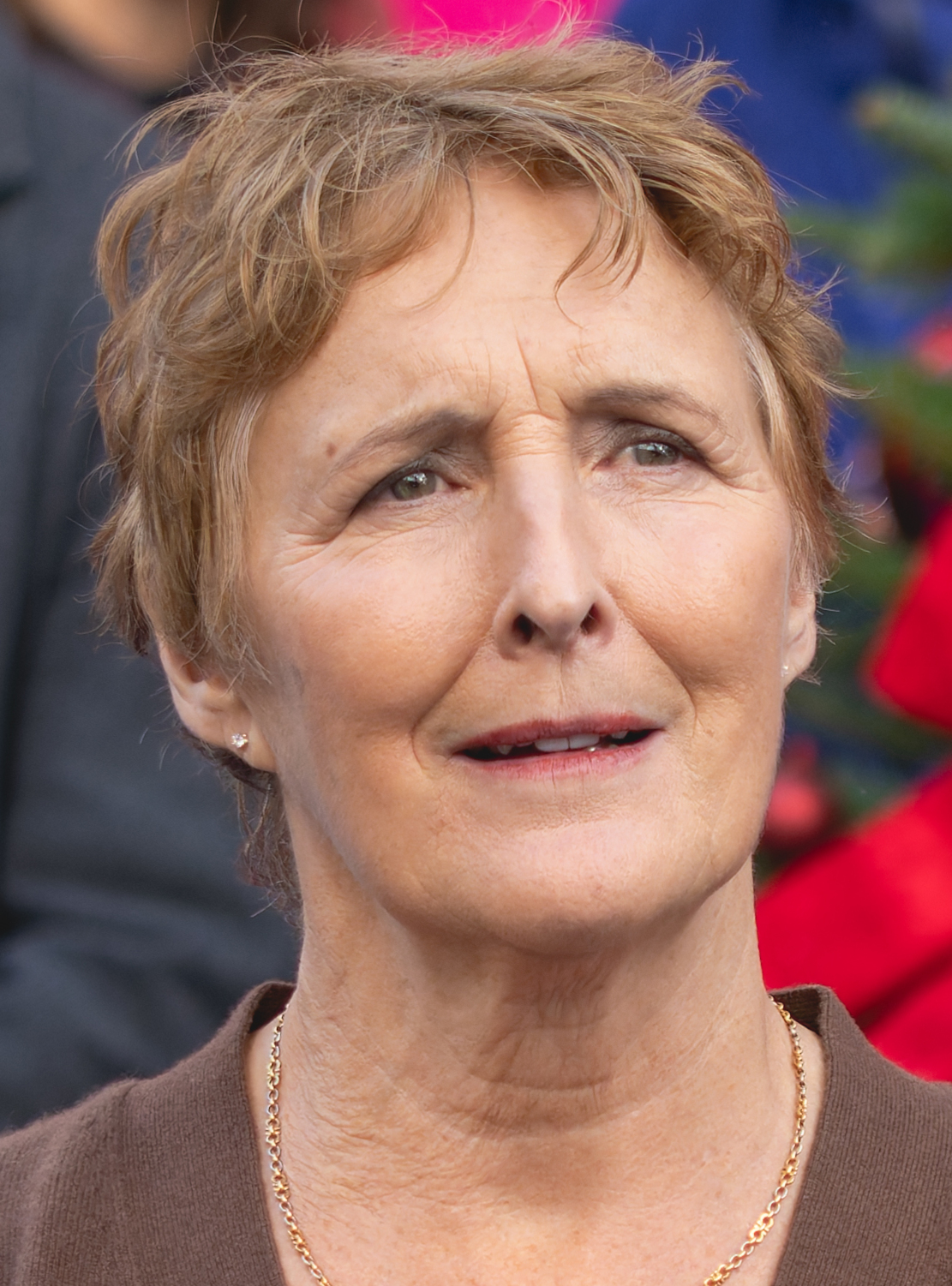
Fiona Shaw (* 1958)

- Shaw, Flora (1852–1929), britische Journalistin und Kinderbuchautorin
- Shaw, Frank L. (1877–1958), US-amerikanischer Politiker
- Shaw, Frank Thomas (1841–1923), US-amerikanischer Politiker
- Shaw, Frank X. (1895–1962), US-amerikanischer Filmproduzent und Regieassistent
- Shaw, Frankie (* 1986), US-amerikanische Schauspielerin
- Shaw, Gary (1961–2024), englischer Fußballspieler
- Shaw, George (1751–1813), englischer Naturforscher
- Shaw, George B. (1854–1894), US-amerikanischer Politiker
- Shaw, George Bernard (1856–1950), irischer SchriftstellerGeorge Bernard Shaw (1856–1950)

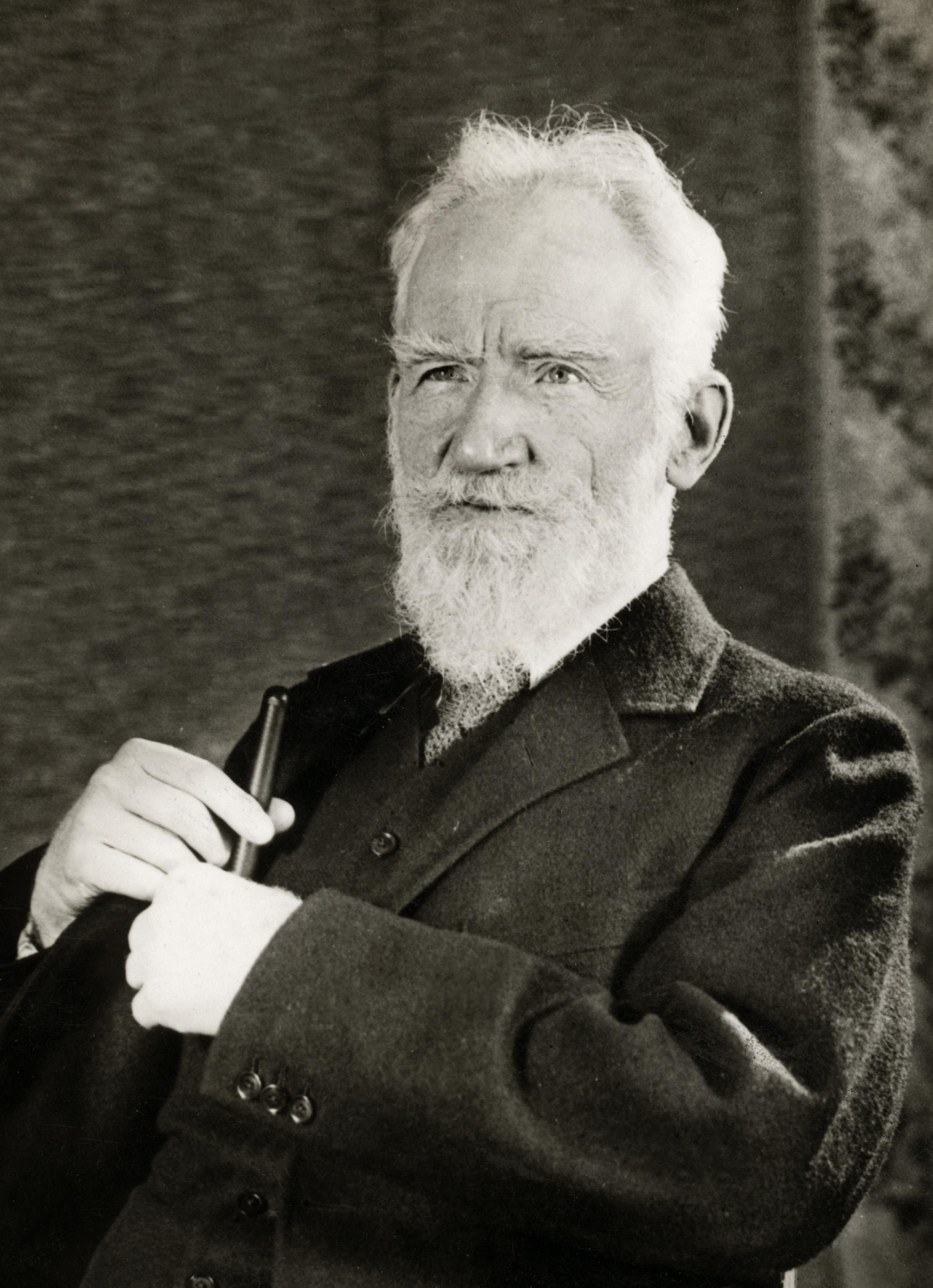
George Bernard Shaw (1856–1950)

- Shaw, Glenn William (1886–1961), US-amerikanischer Pädagoge, Autor, Übersetzer
- Shaw, Guy L. (1881–1950), US-amerikanischer Politiker
- Shaw, Hal, US-amerikanischer Autorennfahrer
- Shaw, Harold M. (1877–1926), US-amerikanischer Schauspieler, Filmregisseur und Drehbuchautor
- Shaw, Henry (1788–1857), US-amerikanischer Politiker
- Shaw, Henry Marchmore (1819–1864), US-amerikanischer Politiker
- Shaw, Herbert Kenneth Airy (1902–1985), englischer Botaniker
- Shaw, Ian (* 1962), walisischer Jazz-Sänger und Pianist
- Shaw, Irwin (1913–1984), US-amerikanischer Schriftsteller
- Shaw, Jaedyn (* 2004), US-amerikanische Fußballspielerin
- Shaw, Jaleel (* 1978), US-amerikanischer Jazz-Altsaxophonist und Komponist
- Shaw, James (* 1973), neuseeländischer Politiker der Green Party of Aotearoa New Zealand
- Shaw, James (* 1994), US-amerikanischer Volleyball- und Beachvolleyballspieler
- Shaw, James (* 1996), britischer Radsportler
- Shaw, Jamie (* 1985), britischer Sänger
- Shaw, Janet (1919–2001), amerikanische Schauspielerin
- Shaw, Jason (* 1972), US-amerikanisches Fotomodell
- Shaw, Jayson (* 1988), schottischer Poolbillardspieler
- Shaw, Jeffrey (* 1944), australischer Medienkünstler
- Shaw, Joe (1883–1963), englischer Fußballspieler und -trainer
- Shaw, Joey (* 1987), US-amerikanisch-österreichischer Basketballspieler
- Shaw, Joh (* 1982), australische Snowboarderin
- Shaw, John (1837–1917), 29. Bürgermeister von Toronto
- Shaw, John (* 1937), australischer Regattasegler
- Shaw, John (* 1954), schottischer Fußballtorhüter
- Shaw, John (* 1968), schottischer Schachspieler
- Shaw, John E. (* 1968), US-amerikanischer Offizier, Generalleutnant der US Air Force
- Shaw, John G. (1859–1932), US-amerikanischer Politiker
- Shaw, John William (1863–1934), US-amerikanischer Geistlicher, römisch-katholischer Erzbischof von New Orleans
- Shaw, Joseph (1920–2008), britischer Schauspieler
- Shaw, Julia (* 1965), britische Radrennfahrerin
- Shaw, Julia (* 1987), deutsch-kanadische Rechtspsychologin
- Shaw, Kathleen (1903–1983), britische Eiskunstläuferin
- Shaw, Khadija (* 1997), jamaikanische Fußballspielerin
- Shaw, Kim (* 1984), kanadisch-US-amerikanische Schauspielerin
- Shaw, L. M. (1848–1932), US-amerikanischer Politiker
- Shaw, Larry (1939–2017), US-amerikanischer Physiker, Kurator, Künstler und Gründer des Pi-Tags
- Shaw, Larry, amerikanischer Regisseur und Fernsehproduzent
- Shaw, Larry T. (1924–1985), amerikanischer Herausgeber und Autor von Science-Fiction und Horrorliteratur
- Shaw, Leander J., Jr. (1930–2015), afroamerikanischer Jurist in den Vereinigten Staaten
- Shaw, Lee (1926–2015), US-amerikanische Jazzpianistin und Komponistin
- Shaw, Liam (* 2001), englischer Fußballspieler
- Shaw, Lindsey (* 1989), US-amerikanische SchauspielerinLindsey Shaw (* 1989)

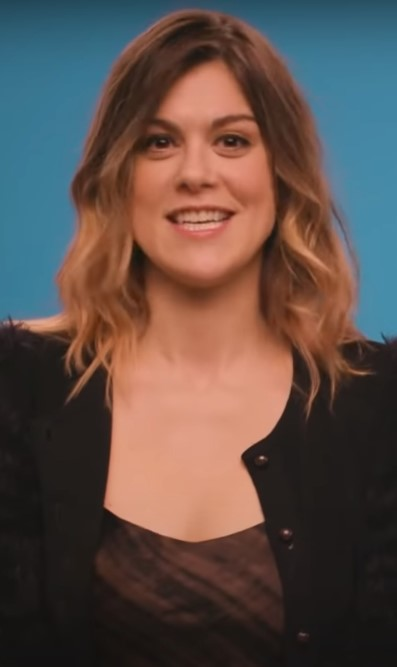
Lindsey Shaw (* 1989)

- Shaw, Lisa (* 1969), kanadische House-Sängerin
- Shaw, Lisa, britische Gospelsängerin
- Shaw, Logan (* 1992), kanadischer Eishockeyspieler
- Shaw, Lorraine (* 1968), britische Hammerwerferin
- Shaw, Luke (* 1995), englischer Fußballspieler
- Shaw, M. Thomas (1945–2014), anglikanischer Bischof
- Shaw, Malcolm (* 1947), englischer Jurist, Völkerrechtler und Hochschullehrer
- Shaw, Marlena (1942–2024), amerikanische Jazz- und Soulsängerin
- Shaw, Martin (1875–1958), englischer Komponist
- Shaw, Martin (* 1945), britischer SchauspielerMartin Shaw (* 1945)

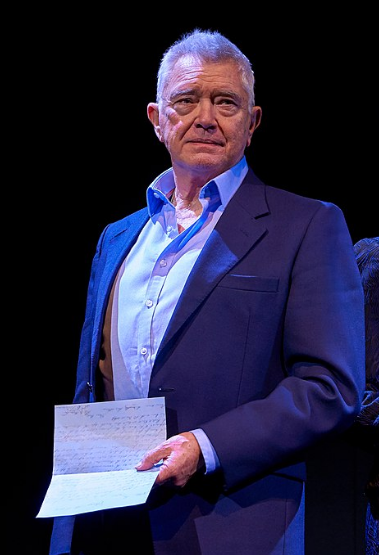
Martin Shaw (* 1945)

- Shaw, Martin (* 1947), britischer Soziologe
- Shaw, Mary (1814–1876), englische Sängerin (Alt/Kontra-Alt)
- Shaw, Mary (* 1943), US-amerikanische Informatikerin und Hochschullehrerin
- Shaw, Matt (* 1965), US-amerikanischer Eishockeyspieler und -trainer
- Shaw, Michael James (* 1986), US-amerikanischer Schauspieler
- Shaw, Michael, Baron Shaw of Northstead (1920–2021), britischer Politiker (Conservative Party), Mitglied des House of Commons
- Shaw, Molly (* 1996), US-amerikanische Beachvolleyballspielerin
- Shaw, Napier (1854–1945), britischer Meteorologe
- Shaw, Oli (* 1998), schottischer Fußballspieler
- Shaw, Oscar (1887–1967), US-amerikanischer Schauspieler
- Shaw, Patricia (1928–2024), australische Schriftstellerin
- Shaw, Paula (* 1941), US-amerikanische Schauspielerin
- Shaw, Pedro (1925–1984), flämischer, römisch-katholischer Paraguay-Missionar und Bischof
- Shaw, Peggy (1905–1990), US-amerikanische Stummfilmschauspielerin
- Shaw, Percy (1890–1976), britischer Unternehmer und Erfinder
- Shaw, Ransford W. (1856–1945), US-amerikanischer Anwalt und Politiker
- Shaw, Raqib (* 1974), indischer Maler
- Shaw, Reta (1912–1982), US-amerikanische Schauspielerin
- Shaw, Rhae-Christie (* 1975), kanadische Radrennfahrerin
- Shaw, Richard (* 1968), englischer Fußballspieler
- Shaw, Richard Norman (1831–1912), britischer Architekt des Viktorianischen Zeitalters
- Shaw, Robert (1927–1978), britischer Schauspieler und Schriftsteller
- Shaw, Robert (* 1946), US-amerikanischer Physiker
- Shaw, Robert (* 1989), kanadischer Rollstuhltennisspieler
- Shaw, Robert A. (1924–2022), britischer Chemiker österreichischer Abstammung
- Shaw, Robert Gould (1837–1863), Offizier der Union im Amerikanischen Bürgerkrieg
- Shaw, Ronald (1929–2016), britischer Physiker und Mathematiker
- Shaw, Run Run (1907–2014), chinesischer Filmproduzent
- Shaw, Ruth G., US-amerikanische Evolutionsbiologin
- Shaw, Sam (1912–1999), US-amerikanischer Fotograf, Filmproduzent und Maler
- Shaw, Sam F. (1946–2024), US-amerikanischer Toningenieur
- Shaw, Samuel (1768–1827), US-amerikanischer Politiker
- Shaw, Sandie (* 1947), britische Pop-SängerinSandie Shaw (* 1947)

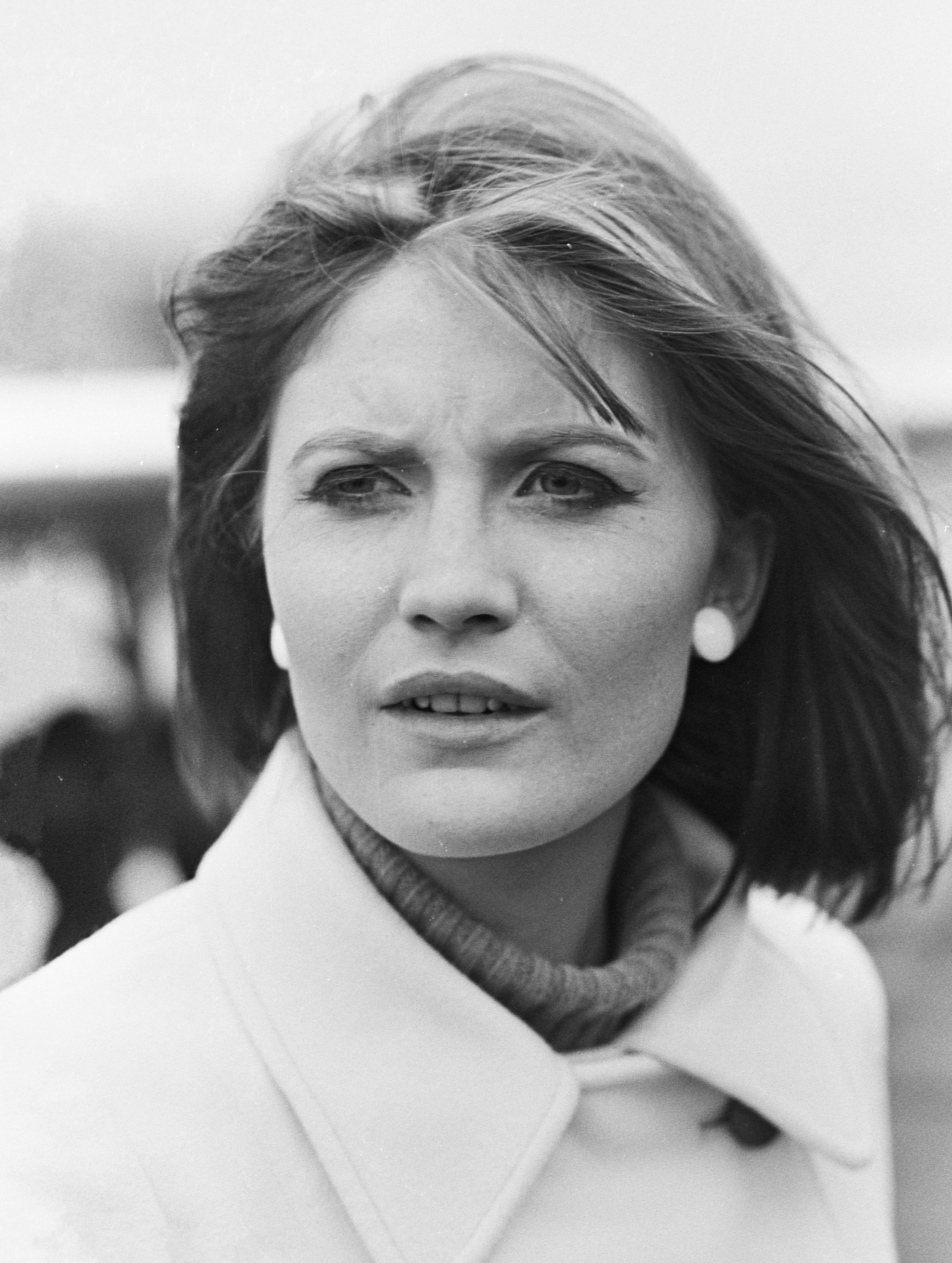
Sandie Shaw (* 1947)

- Shaw, Sebastian (1905–1994), englischer Schauspieler
- Shaw, Simon (* 1973), englischer Rugby-Union-Spieler
- Shaw, Snowy (* 1968), schwedischer Multiinstrumentalist und Sänger
- Shaw, Stan (* 1952), US-amerikanischer Schauspieler
- Shaw, Stanford (1930–2006), US-amerikanischer Historiker
- Shaw, Stephan (* 1992), US-amerikanischer Boxer
- Shaw, Stuart (* 1977), australischer Radrennfahrer
- Shaw, Susan Yam-Yam (* 1950), hongkong-chinesische Schauspielerin
- Shaw, Thomas (1908–1977), US-amerikanischer Bluessänger und -gitarrist
- Shaw, Thomas, 1. Baron Craigmyle (1850–1937), schottisch-britischer Jurist und Politiker, Mitglied des House of Commons
- Shaw, Thurstan (1914–2013), britischer Afrikaarchäologe
- Shaw, Tiger (* 1961), US-amerikanischer alpiner Skirennläufer
- Shaw, Tim (* 1957), US-amerikanischer Schwimmer und Wasserballspieler
- Shaw, Tom (1872–1938), britischer Politiker der Labour Party, Arbeits- und Kriegsminister
- Shaw, Tommy (* 1953), US-amerikanischer Rockmusiker
- Shaw, Tristram (1786–1843), US-amerikanischer Politiker
- Shaw, Troy (* 1969), englischer Snookerspieler
- Shaw, Ty (* 1979), US-amerikanischer Basketballtrainer
- Shaw, Vernon (1930–2013), dominicanischer Politiker
- Shaw, Victoria (1935–1988), australische Schauspielerin
- Shaw, Vinessa (* 1976), US-amerikanische SchauspielerinVinessa Shaw (* 1976)

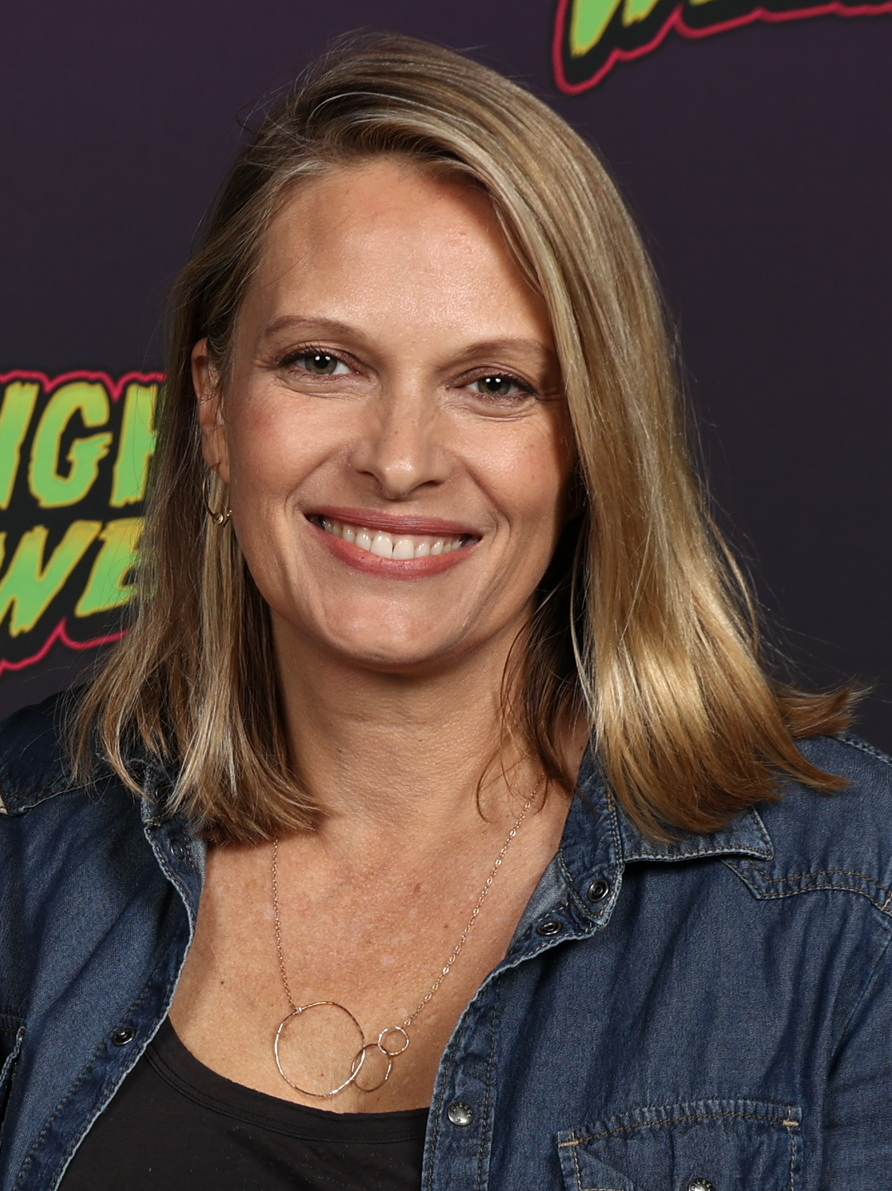
Vinessa Shaw (* 1976)

- Shaw, Warren, US-amerikanischer Soundeditor
- Shaw, William (* 1959), britischer Journalist und Autor
- Shaw, William Fletcher (1878–1961), britischer Chirurg, Gynäkologe und Geburtshelfer
- Shaw, Wini († 1982), amerikanische Schauspielerin und Sängerin
- Shaw, Winnie (1947–1992), britische Tennisspielerin
- Shaw, Woody (1944–1989), US-amerikanischer Jazz-Trompeter
- Shaw-Lefevre, Charles, 1. Viscount Eversley (1794–1888), britischer Politiker (Whigs) und Sprecher des House of Commons
- Shaw-Lefevre, George, 1. Baron Eversley (1831–1928), britischer Politiker der Liberal Party, Unterhausabgeordneter, Minister und Oberhausmitglied
- Shaw-MacLaren, Carly (* 1996), kanadische Fußballschiedsrichterin
- Shaw-Stewart, Alice († 1942), britische Adlige
- Shaw-Stewart, Hugh (1854–1942), britischer Politiker

### Shawa
- Shawa, Charles (* 1960), Minister der Lusakaprovinz von Sambia
- Shawa, Laila (1940–2022), palästinensische Künstlerin

### Shawc
- Shawcross, Arthur John (1945–2008), US-amerikanischer SerienmörderArthur John Shawcross (1945–2008)

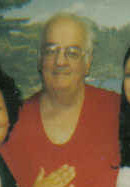
Arthur John Shawcross (1945–2008)

- Shawcross, Hartley (1902–2003), britischer Jurist und Politiker der Labour Party
- Shawcross, Ryan (* 1987), englischer Fußballspieler

### Shawe
- Shawe-Taylor, Brian (1915–1999), britischer Rennfahrer
- Shaween, Mohammed (* 1986), saudischer Mittelstreckenläufer

### Shawk
- Shawkat, Alia (* 1989), US-amerikanische Schauspielerin
- Shawky, Mohamed (* 1981), ägyptischer Fußballspieler
- Shawky, Wael (* 1971), ägyptischer Videokünstler

### Shawl
- Shawl, Nisi (* 1955), amerikanische Autorin von Science-Fiction und Fantasy
- Shawlee, Joan (1926–1987), US-amerikanische Schauspielerin

### Shawn
- Shawn, Allen (* 1948), US-amerikanischer Komponist
- Shawn, Dick (1923–1987), US-amerikanischer Schauspieler
- Shawn, Wallace (* 1943), US-amerikanischer SchauspielerWallace Shawn (* 1943)

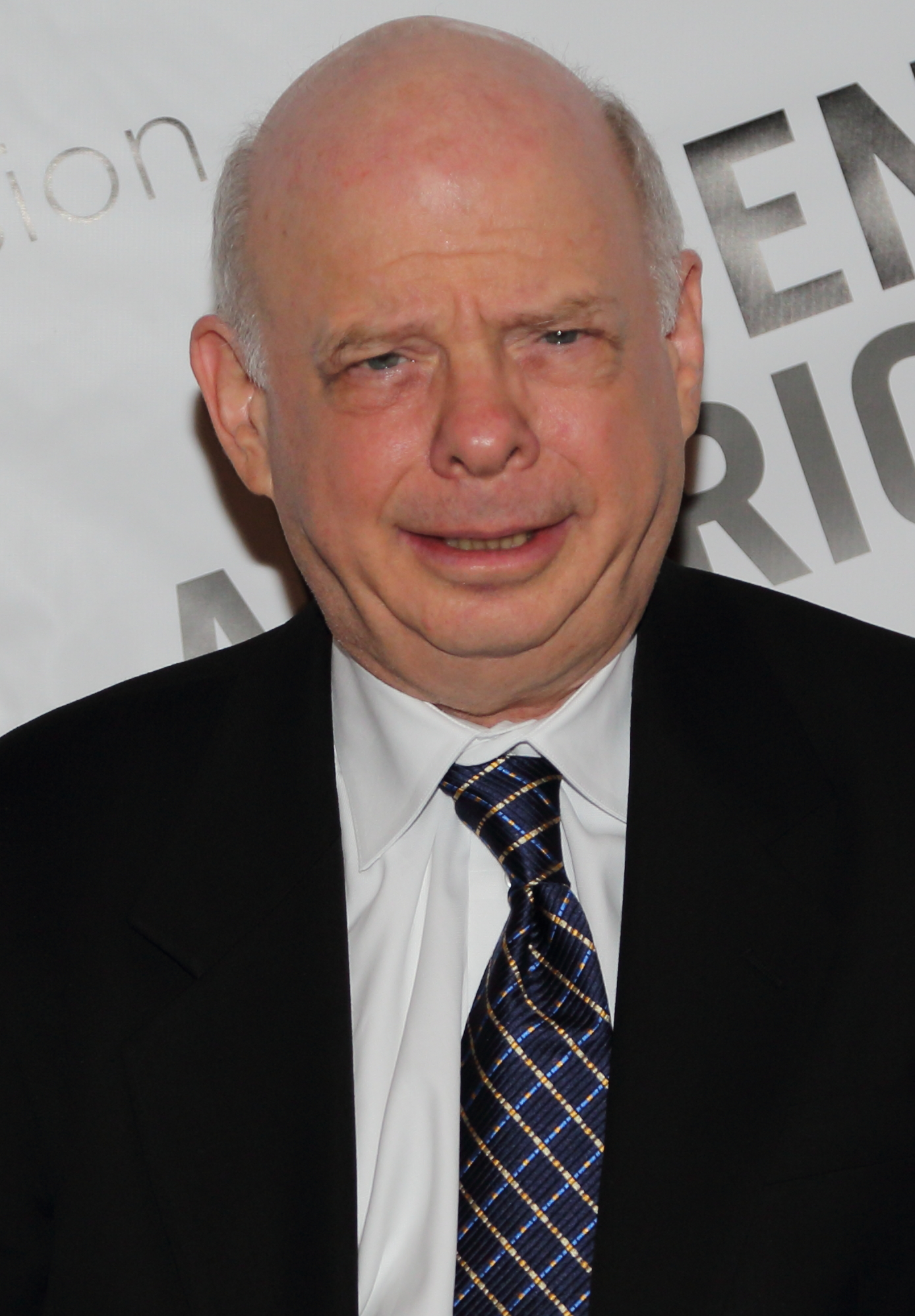
Wallace Shawn (* 1943)

- Shawn, William (1907–1992), amerikanischer Journalist
- Shawnna (* 1979), US-amerikanische Rapperin

### Shawq
- Shawqi, Ahmed (1868–1932), ägyptischer Dichter
- Shawqi, Farid (1920–1998), ägyptischer Schauspieler, Regisseur, und Filmproduzent

### Shawt
- Shawty Lo (1976–2016), US-amerikanischer Rapper

### Shawv
- Shawver, Michael P., US-amerikanischer Filmeditor

### Shaww
- Shawwaf, Ziad (1926–1990), saudischer Diplomat